# Nvidia Geforce Now
Nvidia Geforce Now, gestileerd als NVIDIA GeForce NOW, is een cloudgamingdienst van het Amerikaanse NVIDIA.
De gamestreamingdienst werd op 4 februari 2020 beschikbaar voor het publiek en biedt dertig gratis computerspellen aan. Gebruikers kunnen ook spellen toevoegen aan het platform die zij al in hun bezit hebben. De dienst ondersteunt games in full-hd-resolutie met 60 beelden per seconde.

## Beschrijving
GeForce NOW is een dienst waarbij computerspellen op servers in de datacenters van NVIDIA worden afgespeeld, zodat de speler geen krachtige computer of spelconsole nodig heeft. Enkel de visuele feedback van het spel wordt naar het beeldscherm van de speler gestreamd.
Bij het streamen van games worden de beelden op een cloudcomputer berekend en samengesteld, afhankelijk van de invoer die het van de speler krijgt, om vervolgens naar de eindgebruiker verstuurd te worden via het internet.
Nvidia biedt gebruikers drie abonnementsvormen; een gratis abonnement, waarbij men per sessie een uur kan gamen en vooraf in een wachtrij komt tot er een server beschikbaar is, een betaald zogeheten Founders-abonnement waarbij een sessie maximaal zes uur kan duren en men voorrang krijgt boven niet-betalende leden in de wachtrij voor een server en een RTX 3080 abonnement waarbij een sessie maximaal acht uur mag duren en de maximale resolutie nog groter is.
Het bedrijf heeft de dienst op 4 februari 2020 beschikbaar gemaakt voor elke personal computer met Microsoft Windows, Mac OS, Shield Portable, Nvidia Shield TV en Android-apparaten. Vanaf 18 augustus 2020 werd GeForce Now ook beschikbaar op Chromebooks. Vanaf 2021 is de dienst ook beschikbaar voor Safari op iOS, voor iPhone en iPad.

## Ontwikkeling
Nvidia toonde eerder al in september 2015 hun gamestreamingdienst, genaamd GRID, die als gratis bèta beschikbaar was voor alle Shield TV-gebruikers. De dienst sloeg echter niet aan en werd hernoemd naar Geforce Now.
GeForce NOW werd aangekondigd als bèta tijdens de Consumer Electronics Show in 2017 die exclusief beschikbaar zou gaan komen voor alle Shield-apparaten van Nvidia. CEO Jen-Hsun Huang demonstreerde de mogelijkheden van de dienst, waarbij hij het spel Rise of the Tomb Raider speelde. Begin 2018 ging GeForce Now van start als gesloten bèta.

## Technische gegevens
Voor het gebruik van GeForce NOW wordt ten minste een internetsnelheid vereist van 15 Mbit/s voor 720p en 25 Mbit/s voor 1080p. Qua besturingssysteem heeft men een 64-bits versie van Windows 7 of macOS 10.10 of nieuwer nodig. Een Android-telefoon moet draaien op minimaal Android 5.0.

## Concurrentie
Ondanks concurrerende cloudgamingdiensten zoals Sony PlayStation Now en Microsoft Xbox Cloud Gaming, geeft Nvidia aan dat gamers vooral hun bestaande bibliotheek van computerspellen kunnen spelen via de dienst. Ondersteuning voor andere platforms als Steam, Epic Games Store, Battle.net en Uplay wordt aangeboden.